# وحدة تور الحضرية
وحدة تور الحضرية، هي وحدة حضرية فرنسية تتمركز حول مدينة تور، عاصمة إقليم أندر ولوار، وتقع في قلب أكبر وحدة حضرية في منطقة سانتر فال دو لوار. من حيث عدد السكان، تُعد الوحدة الحضرية لتور واحدة من التجمعات الحضرية الكبيرة في فرنسا، حيث تحتل المرتبة الثامنة عشرة على المستوى الوطني.